# Sá (Valpaços)
A localidade de Sá e uma das muitas aldeias pertencentes ao concelho de Valpaços, distrito de Vila Real e província de Trás-os-Montes. Tem uma zona delimitada com solos xistosos, outra com solos graníticos e abundam os quartzos.

## Localização geográfica
Está, em linha recta a 8 km de Valpaços, 13 de Chaves, 17Km de Fezes (Espanha), 52 km de Vila Real, 122 km do Porto, 365 km de Lisboa e cerca de 500 km da costa algarvia. Fica nas faldas da Serra de Sá que lhe atribuiu o seu nome e na fronteira entre as denominadas terra quente e terra fria transmontana.

## Etimologia
O seu nome deriva do germânico, provavelmente do gótico, na forma sala,(do antropónimo alto, em alemão sal, "casa") [...]» (José Pedro Machado, Dicionário Onomástico Etimológico da Língua Portuguesa). O gentílico respectivo é saense, embora popularmente de designem «os de Sá». Este topónimos sugere além de uma grande antiguidade a origem da aldeia numa Sala, casa/residência senhorial, talvez de um grande senhor suevo ou visigodo. Curiosamente esta forma deu origem a localidades como Salas (Espanha), Salle (França) ou Saá (Espanha). Em livros sec XVIII vem escrita como Sá ou Sã (raramente).

## História
A localidade pertence à freguesia de Ervões, facto incompreendido pala população que nunca entendeu porque é que uma localidade maior pertence a uma bem menor.O certo é que a freguesia de Ervões é muito antiga tal como a quase totalidade das suas localidades. A paróquia, tal como a vizinha de Vilarandelo, pertenceu à comenda de S. João de Corveira da Ordem de Malta, que apresentava o pároco designado por reitor. Segundo Anastácio a comenda de S. João de Corveira da Ordem de Malta foi crida por D. Sancho que reinou entre 1185 e 1211. O autor refere-se à quase totalidade das aldeias da freguesia inclusive Sá e a vizinha Vilar de Ouro. Se as localidades existiam nessa época e mereceram ser referenciadas é porque com certeza já existiriam há algum tempo, podendo assim afirmar-se que muito provavelmente foram formadas, com a localização e toponímia actuais, pelo menos no primeiro milénio da era cristã.
Segundo As memorias Paroquiais de 1758, tinha 61 vizinhos ou famílias. Como a Maioria das famílias eram numerosas podemos falar já de uma população a ultrapassar as 200 pessoas, uma das maiores aldeias da região na época.

## Economia
A principal actividade económica sempre foi a agricultura e a pecuária. A pecuária tem por base a grande quantidade de lameiros de erva, feno e pasto. A fatia maior sempre correspondeu ao gado bovino e ovino. O gado bovino teve diversificações ao longo do tempo recente. Já passou por uma fase onde maioritariamente existiam bovinos serranos machos, passou-se para outra fase, onde a produção dominante era as fêmeas serranas, posteriormente estas raças extinguiram-se passou-se para os bovinos leiteiros. A produção de leite e o número de efectivos leiteiros tem diminuído drasticamente fruto do abandono da agricultura intensiva.
Os rebanhos de ovinos sempre existiram, chegando no tempo dos nossos avos a mais de uma dezena, mas hoje só restam três num efectivo próximo do meio milhar.
Papel importante tiveram os burros e machos que tal como os bovinos serranos trabalham nos campos. Com o aparecimento do tractor o seu número baixou bastante.
Também merecem destaque, os galináceos e os coelhos produzidos para consumo doméstico e também para venda particular em feiras.
Não nos podíamos esquecer do porco, existente em todos os lares, matéria-prima do famoso fumeiro de Sá e de outras excelentes receitas.
Na agricultura merecem destaque a batata, o vinho, o centeio e a castanha. Os três primeiros têm tido um decréscimo de produção mas o plantio de castanheiro tem tido grande incremento nos últimos anos.
A horta e os produtos hortícolas são também importantes e um bom incremento para a economia doméstica. Todas as famílias têm a sua horta onde se produz para consumo próprio (couve, cenoura…) e para os animais (beterrabas, abóbora…)
Em tempos existiu importante cultivo do linho.

## Tradições
A Santa Luzia, antigamente grafada como Santa Lúcia, celebra-se em 13 de Dezembro e em Sá é um dia de guarda como o domingo. Há sempre a cerimónia religiosa, muito convívio e por vezes uns bailaricos. Há a tradição de os padrinhos oferecem dinheiro aos afilhados a coroa, a que o povo designa por croa.
No dia 8 de Agosto celebra-se o S. Siríaco, padroeiro dos animais tão importantes na vida económica da população. Este dia é feriado apenas para os animais. O povo vai assistir à missa e prossegue o seu trabalho sem a ajuda dos fiéis amigos. Outra curiosidade é que bovinos, burros, machos, mulas, cavalos ovelhas e cabras vão dar três voltas à Igreja de Sta. Luzia, normalmente pela manhã antes da missa.
O Natal ao contrário de outras regiões dos pais festeja-se na rua. A consoada segue a tradição do resto do país, em família, com bacalhau ou povo cozido, para sobremesas de filhós, bolo-rei, rabanadas ou arroz doce. Durante a tarde os rapazes preparam um enorme lenho que se acende depois do jantar. As pessoas após o repasto vão ver o lume e visitar parentes e amigos. Também se cantam os Reis ou Janeiras.
O carnaval é uma quadra muito particular. O centro da animação era o odre ou mochileiro. O odre é um recipiente feito de pele de cabra que era usado para colocar azeite. Para a diversão enchia-se com ar e atava-se a um pau comprido. A pessoa que o transportava batia com ele aos transeuntes, só escapavam bebes e velhos. Crianças e jovens desafiavam-no. Também havia o homem das formigas que as transportava num saco e as lançava a todos, os homens do bombo da água, cinza. Por vezes animavam-se casamentos, funerais e outras situações.
No domingo à noite havia os casamentos e terça à noite, a partilha do burro. Os casamentos eram preparados por um grupo que usando a quadra popular atribuíam futuros nós aos jovens da terra. O grupo subiam a lugares altos e com embudes (grandes funis) gritavam anunciando os enlaces.
Na partilha do burro atribuía-se a cada rapariga ou senhora solteira um órgão do burro também sob a forma de quadra popular. O anúncio era feito da mesma forma dos casamentos.
A Serrada da Velha é uma tradição tão antiga que ocorria no meio do período quaresmal. Juntavam-se grupos de pessoas, principalmente jovens, munidos de latas e chapas que rascavam pelas paredes, dirigiam-se em grande algazarra a casas onde morassem velhos e cantavam umas quadras jocosas (a dizer mal). Muitas velhas quando ouviam, ao longe, as latas vinham à porta e ofereciam doces ou outra iguaria, dispensando assim ouvir a dita cantoria. Era uma forma de amealhar umas iguarias, tão escassas noutros tempos.
Havia outra tradição muito curiosa: O porquinho de Santo António. Começa com a oferta de um leitão, designado porquinho,  que lhe é colocado um chocalho ao redor do pescoço e passa a ter por casa a rua. O ofertante dá conhecimento do facto a toda a população, que quando o ouve chocalhar rua fora lhe dá alguma coisita para matar a fome. Como o povo não é unhas-de-fome a barriguinha do javardo nunca está vazia e medra a olhos vistos.
Chegada a época das matanças, Dezembro, o porquinho já está uma linda e vistosa ceba. É leiloado, passa a ter um proprietário mas por pouco tempo. Num curto espaço de tempo será morto, pendurado e partido transformando-se em presunto, alheiras, orelheiras ou salpicões, iguarias famosas por toda a terra transmontana.
Sítio oficial: http://sites.google.com/site/savalpacos/home
{{(1) Ciberduvidas da Língua Portuguesa. (2) José Anastácio Figueiredo, História da Ordem do Hospital Hoje de Malta. (3) José Pedro Machado, Dicionário Onomástico Etimológico da Língua Portuguesa (4) José Viriato Capela, As memórias Paroquiais de 1758}}